# Pieter Zaaijer (1813-1896)
Pieter Zaaijer (Dirksland, 31 mei 1813 - aldaar, 2 februari 1896) was een Nederlands burgemeester.

## Biografie
Zaaijer was lid van de in het Nederland's Patriciaat opgenomen landbouwersfamilie Zaaijer uit Dirksland en was een zoon van Johannis Zaaijer (1757-1833), landbouwer te en schepen van Dirksland, en diens tweede vrouw Jacomina van Weel (1775-1829). Hij trouwde in 1834 met Jannetje Lodder (1814-1900) met wie hij drie kinderen kreeg. In 1850 werd hij burgemeester en secretaris van onder andere zijn geboorteplaats Dirksland, hetgeen hij tot 1883 zou blijven. In 1850 werd hij tevens burgemeester van Onwaard, in 1852 ook van Melissant en Roxenisse; die drie laatste ambten bekleedde hij tot 1857. Hij werd in Dirksland opgevolgd door zijn zoon Johannis Zaaijer (1835-1918).